# وايلي بيك
وايلي بيك (بالإنجليزية: Wiley Peck)‏ مواليد 15 سبتمبر 1957 في مونتغومري، هو لاعب كرة سلة أمريكي معتزل. بدأ مسيرته الاحترافية في سنة 1979. تم اختياره من قبل فريق سان أنطونيو سبرز خلال الدرافت. حمل الرقم 54. يبلغ طوله 6 قدم 7 بوصة (2.0 م). اعتزل اللعب في 1980.

## روابط خارجية
- وايلي بيك على موقع إن بي أي (الإنجليزية)
- وايلي بيك على موقع سبورتس رفرنس (الإنجليزية)
- وايلي بيك على موقع كلية كرة السلة في سبورتس رفرنس.كوم (الإنجليزية)
- وايلي بيك على موقع ريلجم (الإنجليزية)
- وايلي بيك على موقع بروبوليرز (الإنجليزية)